# Прудное (Гвардейский городской округ)
Прудное — посёлок в Гвардейском городском округе Калининградской области. До 2014 года входил в состав Зоринского сельского поселения.

## История
В 1946 году поселок Альт Велау был переименован в Прудное.

## Население
| 2002 | 2010 |
| ---- | ---- |
| 65   | ↘54  |

В 1910 году в населенном пункте проживали 392 человека, в 1933 году — 327 человек, в 1939 году — 320 человек.